# لين نايلور
لين نايلور هي رسامة رسوم متحركة وممثلة كندية، ولدت في 7 نوفمبر 1953 في فانكوفر في كندا.

## أعمال

### مسلسلات
- رن وستمبي
- فيلكس

## وصلات خارجية
- لين نايلور على موقع IMDb (الإنجليزية)
- لين نايلور على موقع قاعدة بيانات الفيلم (الإنجليزية)